# Грек Зорба
«Грек Зо́рба» або «Кумедні й лихі пригоди Алексіса Зорбаса» (грец. Βίος και Πολιτεία του Αλέξη Ζορμπά) — роман грецького письменника Нікоса Казандзакіса, виданий у 1946 році одночасно в Греції і Франції.

## Сюжет
Молодий письменник, він же оповідач, орендує рудник та ділянку землі в одному з селищ грецького острова Крит. Очікуючи на корабель в Пірейському порту, він познайомився із старим греком Алексісом Зорбасом, який вмовляє його взяти себе в помічники. Подальші події роману розгортаються довкола спроб відновити роботу рудника, що супроводжують кумедні пригоди й гіркі події. Автор майстерно передає діаметрально протилежне ставлення головних героїв до різних ситуацій: молодий герой — надто стриманий, якому, за словами старого грека, не вистачає божевілля, Зорба ж навпаки — життєлюб і авантюрист, вічний мандрівник, живе просто тут і зараз, вміє знайти радість у звичних речах. На подієвому рівні в романі мало що відбувається. Шахту їхню завалило, канатна дорога, якою вони зайнялися після цього рухнула. Жінки, до яких у них були почуття помирають. Головне, що цікавить автора — це розкриття світогляду героїв, переважно Зорби — фігури самобутньої і суперечливої. В кінці роману ліричний герой, приголомшений смертю свого молодого друга, розлучається із Зорбою, до якого прив'язався, і повертається в цивілізований світ.

## Прототип Зорби
Твір Казандзакіса багато в чому автобіографічний. В молодості письменник, намагаючись зайнятись підприємництвом, оредував шахту на Криті і найняв Георгіоса Зорбаса (1865 — 1941), уродженця Коліндроса в номі Пієрія, який і став реальним прототипом головного героя роману Алексіса Зорбаса. 1941 року в період Другої світової війни Георгіос Зорбас загинув, похований у Скоп'є, Північна Македонія.

## Екранізації
Роман був екранізований у США в 1964 році режисером Міхалісом Какояннісом з Ентоні Квінном та Аланом Бейтсом у головних ролях.

## Переклади українською

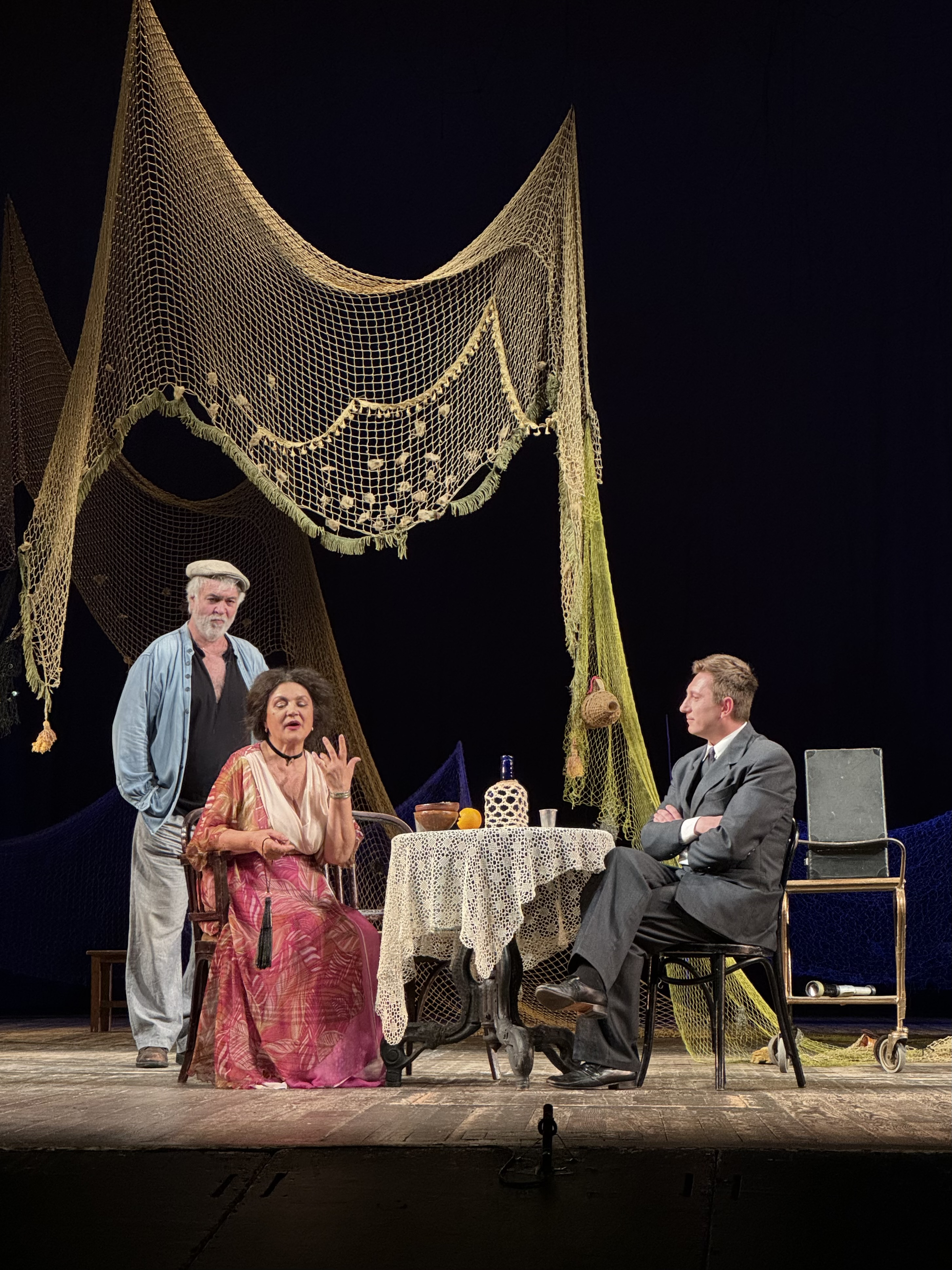
Анатолій Хостікоєв (Алексіс Зорба), Наталія Сумська (Гортензія) і Денис Мартинов (Нікос). Національний академічний драматичний театр ім. Івана Франка, Київ

1989 року київським видавництвом «Дніпро» в серії Зарубіжна проза XX століття опубліковано переклад роману під назвою «Кумедні й лихі пригоди Алексіса Зорбаса». Переклад роману на українську мову створив Анатолій Чердаклі.
2010 року Національний академічний драматичний театр імені Івана Франка поставив п'єсу Віталія Малахова та Анатолія Хостікоєва за мотивами роману «Я, Грек Зорба» у перекладі Анатолія Бондаренка. У головних ролях: Анатолій Хостікоєв (Алексіс Зорба) та Наталія Сумська (Гортензія).

## Відгуки
Індійський філософ Ошо Чандра Мохан Раджніш вважав характер Зорбаса вищим проявом «буддовості». Він писав таке:
| «Грек Зорба» — це шедевр… вигаданий персонаж, але для мене він став майже реальністю, тому що він втілює собою Епікура, Чарвака і всіх матеріалістів світу. Він не лише втілює їх, він втілює їх у найкращому прояві…[4] |
| Я обрав Зорбу як символ для тіла, а Будду як символ для душі.[5] |